# 프리드리히 찬더
 게오르그 아르투로비치 콘스탄틴 프리드리히 찬더(독일어: Georg Arthur Constantin Friedrich Zander (또는 Tsander), 러시아어: Фридрих Артурович Цандер, tr. Fridrikh Arturovich Tsander, Frīdrihs Canders, 1887년 8월 23일(율리우스력 8월 11일) ~ 1933년 3월 28일)는 러시아 제국과 소련에서 로켓과 우주 비행에 관한 발트 독일인 선구자이다. 그는 소련에서 발사된 최초의 액체 연료 로켓인 GIRD -X를 설계했으며 우주로 가는 길에 많은 중요한 이론적 공헌을 했다.

## 전기
찬더는 러시아 제국 리가에서 발트 독일인의 평민 가정에서 태어났다. 그의 아버지 아르투르 게오르그 찬더(Arthur Georg Zander)는 의사였지만 프리드리히 찬더는 다른 자연과학에 매료되었다. 찬더는 1898년 리가 도시 기술고등학교에 등록하여 7년 과정의 프로그램에서 최고의 학생이었다. 이 기간 동안 그는 콘스탄틴 치올곱스키의 작업을 알게 되었고 우주 여행은 그의 가장 중요한 과학적 열정이 되었다. 리가 기술대학교에서 공학을 공부하는 동안 그는 화성 비행을 위한 궤적 계산을 수행했다. 화성은 찬더에게 특별한 매력이었고 "화성을 향하여!" (Вперед, на MARKS!)는 그의 유명한 모토가 되었다.
그는 1914년에 공학사 학위를 받고 졸업했으며 1915년에 모스크바로 이주했다. 그는 "프로보드니크"(Provodnik) 고무 공장에서 일했고, 1919년에는 항공기 공장 제4호("모터")에서 일했다. 1923년에 그는 A. F. 밀류코바와 결혼하여 딸 아스트라와 아들 머큐리를 두었다. 머큐리는 1929년 성홍열로 사망했다. 몇 년간의 실직과 로켓 및 우주 여행에 대한 집중적인 연구 끝에 찬더는 1926년 중앙 항공 설계국에서 일하기 시작했고 1930년에는 중앙 항공모터 건설연구소(TsIAM)에서 일했다.

## 과학적 기여

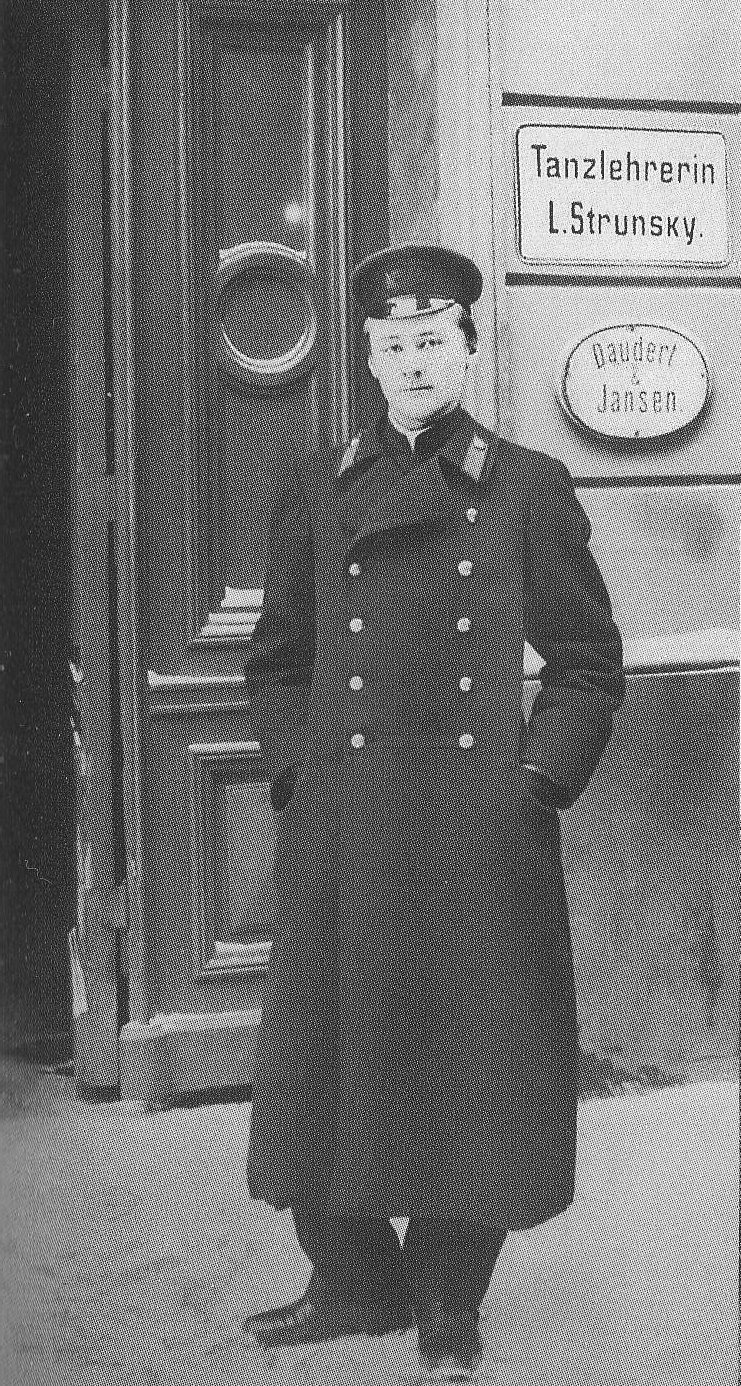
프리드리히 찬더

1908년에 그는 생명 유지와 같은 문제를 다루는 행성 간 여행의 문제에 대해 기록했으며 우주선 내 온실에서의 식물 재배를 제안한 최초의 인물이 되었다. 1911년에 그는 구조에 가연성 알루미늄 합금을 사용하여 제작된 우주선에 대한 계획을 발표했다. 이 우주선은 기존 항공기처럼 이륙한 다음 상층 대기권에 도달하면 날개를 연료로 태워 더 이상 날개가 필요하지 않다. 1921년에 그는 자신의 자료를 발명가 협회(AIIZ)에 제출했고 그곳에서 회의에 참석하고 있던 블라디미르 레닌을 만나 우주 여행에 대해 논의했다. 1924년에 그는 그것을 《기술과 생명》 (Tekhnika i Zhizn) 저널에 발표했다.
1924년은 찬더에게 특히 활동적인 해였다. 1년 전, 헤르만 오베르트는 영향력 있는 이론적 업적인 《행성간 우주로 가기 위한 로켓》"(Die Rakete zu den Planetenräumen)을 출판했으며, 그 결과 찬더와 다른 러시아 애호가들에게 로버트 고다드의 획기적인 업적인 《극한의 고도에 도달하기 위한 방법》(A Method of Reaching Extreme Altitudes, 1919년 출판)을 소개했다. 찬더는 치올콥스키의 업적을 홍보하고 이를 더욱 발전시킴으로써 이를 활용했다. 블라디미르 베친킨과 공군 사관학교의 로켓 동아리 회원들과 함께 그는 행성 간 여행 연구 협회를 창립했다. 초기 간행물에서 그들은 대기권 재진입하는 우주선을 제동하는 방법으로 지구의 대기를 사용하는 것을 처음으로 제안했다. 같은 해 찬더는 행성 간 비행에 적합하다고 생각되는 날개 달린 로켓에 대한 특허를 모스크바에 제출했으며 10월에는 모스크바 연구소에서 로켓으로 화성에 도달할 수 있는 가능성에 대해 강의했다. 강의 후 질문에서 그는 특히 이 행성에 도달하는 것의 중요성을 요약했다. "화성은 '붉은 별'로 알려져 있는데 이것은 우리의 위대한 소비에트 군대의 상징이다."
비록 요하네스 케플러가 17세기에 태양풍 돛을 제안한 적이 있지만, 이 무렵 찬더는 우주선 추진 수단으로 태양 돛을 제안한 최초의 사람이 되었다.
1925년 찬더는 《제트 추진에 의한 비행의 문제: 행성간 비행》이라는 논문을 발표했는데, 여기서 그는 두 행성 사이를 여행하는 우주선이 궤적의 시작 부분에서 가속되고 궤적의 끝에서 감속될 수 있다고 제안했다. 두 행성의 달의 중력 — 중력 지원으로 알려진 방법. 찬더는 이 개념의 이면에 있는 물리학에 대한 깊은 이해를 보여주었고 동시대인보다 훨씬 앞선 비전을 가지고 행성 간 여행에 활용할 수 있는 이점을 예견했다.
1929~1930년에 IAM에 있는 동안 찬더는 압축 공기와 휘발유로 작동하고 수정된 토치를 기반으로 하는 첫 번째 엔진인 OR-1을 작업했다. 그는 또한 이 기간 동안 모스크바 항공 연구소에서 여러가지 과정을 가르쳤다. 1931년에 찬더는 모스크바의 GIRD (ГИРД, Группа изучения реактивного движения, 반동 운동 연구 그룹)의 창립 멤버였다. 제1여단의 수장으로서 찬더는 "216" 날개 부착식 순항 미사일에 동력을 공급하기 위한 OR-2(GIRD-02) 로켓 엔진을 연구했다. 그는 또한 1933년 11월 25일에 성공적으로 비행한 엔진과 로켓인 GIRD-10을 연구했다. 찬더는 로켓을 설계했지만 그해 3월 키슬로보츠크 시에서 발진티푸스 로 사망하여 로켓이 날아가는 것을 목격하지는 못했다.

## 명예
- 달의 분화구 찬더는 그의 이름을 따서 명명되었다.
- 라트비아 과학 아카데미는 그를 기리기 위해 물리학 및 수학 상을 수여한다.
- 1992년부터 러시아 과학 아카데미는 "로켓 및 우주 과학 분야의 뛰어난 이론 작업"에 대해 러시아 과학 아카데미의 최고 과학 상인 찬더 상을 수여한다.
- 찬더는 소련(1964), 라트비아(2012), 러시아(2012) 우표에 등장한다.
- 리가에 있는 찬더의 가족 집은 박물관이었고(최근 소유권이 변경될 때까지) 박물관이 위치한 거리는 그의 이름을 따서 명명되었다.
- 리가의 가정집 근처에 설치된 기념물
- 찬더의 이름을 딴 거리는 모스크바와 키슬로보드스크에도 있다.

## 같이 보기
- 발트 독일일 과학자 목록

## 서지
- Цандер, Фридрих Артурович (1967).  Из научного наследия (러시아어). Moscow: Nauka.
  - Technical translation by NASA: Tsander, Fridrikh Arturovich (1969). 《From a scientific heritage》. Washington D.C.: NASA.
- Tsander, Fridrikh Arturovich (1977). 《Selected Papers》 (러시아어). Riga: Zinātne.
- Golovanov, Yaroslav (1985). 《The Martian:Tsander》 (러시아어). Moscow: Molodaya Gvardiya. 2011년 5월 27일에 원본 문서에서 보존된 문서.
- Georgiy Stepanovich Vetrov, S. P. Korolyov and space. First steps. — 1994 M. Nauka,  ISBN 5-02-000214-3.
- Д.Я. Зильманович «Пионер советского ракетостроения Ф.А.Цандер», М., 1966. – 196 с.